# 喬治·沃勒爾
喬治·沃勒爾（1855年—1930年，George Worrall）是伍尔弗汉普顿流浪足球俱乐部的首任主教練，他在1877年狼隊成立後被任命為主教練，直至1885年。
1885年4月离开，1930年去世。